# Carl Johan Thyselius
Carl Johan Thyselius (8 tháng 6 năm 1811 – 11 tháng 1 năm 1891) là chính trị gia người Thụy Điển. Ông giữ chức Thủ tướng từ năm 1883 đến năm 1884. Ngoài ra, ông là Ủy viên Hội đồng Tư pháp từ năm 1856 đến 1860, "Bộ trưởng Giáo hội" (tương đương với Bộ trưởng Giáo dục) từ năm 1860 đến 1863 và Bộ trưởng Dân sự (chịu trách nhiệm về thương mại, công nghiệp và hàng hải) từ năm 1875 đến 1880
Ở tuổi 72 và 5 ngày, Thyselius là Thủ tướng lớn tuổi nhất trong lịch sử Thụy Điển. Năm 1848 ông kết hôn với Charlotta Melart và có với nhau một cô con gái.